# Liste der Naturdenkmäler im Landkreis Ansbach
Die Liste der Naturdenkmäler im Landkreis Ansbach nennt die Naturdenkmäler in den Städten und Gemeinden im Landkreis Ansbach in Bayern.
Nach Art. 51 Abs. 1 Nr. 4 BayNatschG ist das Landratsamt des Landkreises Ansbach für den Erlass von Rechtsverordnungen über Naturdenkmäler (§ 28 BNatSchG) zuständig.

## Allgemeines
Im April 2021 gab es im Landkreis Ansbach 75 Naturdenkmäler.
Die Naturdenkmalverordnungen des Landkreises nennen noch 79 Naturdenkmäler. Es wird unterschieden zwischen 63 „Naturdenkmälern“, dies sind zumeist einzelne Bäume, sowie 16 „Naturdenkmälern flächig“.

## Naturdenkmäler

### Arberg
In Arberg waren diese Naturdenkmäler verzeichnet.
| Bild | Nummer | Bezeichnung          | Ortsteil       | Lage | Bemerkung |
| ---- | ------ | -------------------- | -------------- | --- | --------- |
|      | 1      | Eiche am Hackhofberg | Großlellenfeld | 720 m NNW Kirche Großlellenfeld an einem Wirtschaftsweg zur Kreisstraße 60. 49° 6′ 55,4″ N, 10° 37′ 28,9″ O |           |

### Bruckberg
In Bruckberg waren diese Naturdenkmäler verzeichnet.
| Bild | Nummer | Bezeichnung         | Ortsteil  | Lage                                                                             | Bemerkung |
| ---- | ------ | ------------------- | --------- | -------------------------------------------------------------------------------- | --------- |
|      | 2      | Eiche am Sportplatz | Bruckberg | 500 m südlich der Kirche Bruchberg am Sportplatz. 49° 21′ 7,6″ N, 10° 42′ 0,7″ O |           |

### Colmberg
In Colmberg waren diese Naturdenkmäler verzeichnet.
| Bild | Nummer | Bezeichnung                             | Ortsteil     | Lage                                                                                                  | Bemerkung |
| ---- | ------ | --------------------------------------- | ------------ | --- | --------- |
|      | 1      | Mergelgrube mit geologischer Verwerfung | Auerbach     | 400 m südwestlich Kirche Auerbach an der Straße nach Bauzenweiler. 49° 19′ 53″ N, 10° 24′ 47,5″ O     |           |
|      | 3      | Eiche                                   | Binzwangen   | 900 m nordöstlich der Kirche Binzwangen, südöstlich des Schindwasen. 49° 23′ 21,1″ N, 10° 22′ 49,1″ O |           |
|      | 4      | Gemeindeeiche                           | Unterhegenau | 400 m südlich Unterhegenau, am Weg Colmberg–Unterhegenau. 49° 22′ 30,7″ N, 10° 24′ 23,8″ O            |           |

### Diebach
In Diebach waren diese Naturdenkmäler verzeichnet.
| Bild           | Nummer | Bezeichnung            | Ortsteil      | Lage | Bemerkung |
| -------------- | ------ | ---------------------- | ------------- | --- | --------- |
|                | 5      | Eiche                  | Diebach       | 1430 m nordöstlich der Kirche Diebach, unterhalb der Flur „Höllenstein“. 49° 19′ 1,9″ N, 10° 12′ 8,6″ O |           |
|                | 6      | Eiche                  | Diebach       | 1960 m östlich der Kirche Diebach, Flur „Hörrlein“. 49° 18′ 30,2″ N, 10° 12′ 49″ O                      |           |
| weitere Bilder | 2      | Quelle Bodenloses Loch | Unteroestheim | 550 m WNW Kirche Oberoestheim. 49° 17′ 14,5″ N, 10° 11′ 45,5″ O                                         |           |

### Dinkelsbühl
In Dinkelsbühl waren diese Naturdenkmäler verzeichnet.
| Bild | Nummer | Bezeichnung                | Ortsteil        | Lage                                                                              | Bemerkung |
| ---- | ------ | -------------------------- | --------------- | --------------------------------------------------------------------------------- | --------- |
|      | 7      | Eiche                      | Burgstall       | 500 m NNW Burgstall am Weg Burgstall-Pulvermühle. 49° 5′ 44,5″ N, 10° 17′ 48,1″ O |           |
|      | 8      | Christoph-von-Schmid-Eiche | Dinkelsbühl     | auf dem Schießwasen. 49° 3′ 58,3″ N, 10° 18′ 24,8″ O                              |           |
|      | 9      | Eiche                      | Langensteinbach | in Langensteinbach am Ortsausgang nach Wort. 49° 2′ 33″ N, 10° 18′ 33,8″ O        |           |
|      | 10     | Linde                      | Segringen       | am Schulhaus. 49° 3′ 38,2″ N, 10° 17′ 40,9″ O                                     |           |
|      | 11     | Linde                      | Seidelsdorf     | neben einer Ortsstraße am westlichen Ortsausgang. 49° 4′ 47,6″ N, 10° 17′ 19″ O   |           |

### Dombühl
In Dombühl waren diese Naturdenkmäler verzeichnet.
| Bild | Nummer | Bezeichnung | Ortsteil | Lage                                                                    | Bemerkung |
| ---- | ------ | ----------- | -------- | ----------------------------------------------------------------------- | --------- |
|      | 12     | Eiche       | Dombühl  | an der Straße Dombühl-Schillingsfürst. 49° 15′ 34,2″ N, 10° 16′ 47,3″ O |           |

### Ehingen
In Ehingen waren diese Naturdenkmäler verzeichnet.
| Bild | Nummer | Bezeichnung                                    | Ortsteil    | Lage                                                                                        | Bemerkung |
| ---- | ------ | ---------------------------------------------- | ----------- | ------------------------------------------------------------------------------------------- | --------- |
|      | 3a     | Bachschlucht im Wald bei Schlierberg (Ostteil) | Beyerberg   | 450 m SSO Ortsmitte Schlierberg. 49° 6′ 49,7″ N, 10° 29′ 4,2″ O                             |           |
|      | 13     | Linde vor dem Friedhof Beyerberg               | Beyerberg   | die südliche der beiden Linden, neben dem Friedhofseingang. 49° 6′ 41,8″ N, 10° 30′ 14,8″ O |           |
|      | 14     | Eiche                                          | Dambach     | 960 m W bis WSW Dambach an der Straße Ehingen-Dambach. 49° 5′ 29″ N, 10° 33′ 17,3″ O        |           |
|      | 15     | Stelleiche                                     | Ehingen     | 500 m SO bis OSO Bergmühle am Nordhang des Hasselberges. 49° 4′ 19,6″ N, 10° 31′ 46,2″ O    |           |
|      | 16     | Linde                                          | Lentersheim | am Ortsausgang nach Unterschwaningen. 49° 4′ 44,8″ N, 10° 35′ 6″ O                          |           |

### Feuchtwangen
In Feuchtwangen waren diese Naturdenkmäler verzeichnet.
| Bild | Nummer | Bezeichnung    | Ortsteil     | Lage                                                                                                   | Bemerkung |
| ---- | ------ | -------------- | ------------ | --- | --------- |
|      | 17     | Eiche          | Banzenweiler | 600 m nordöstlich der Ortsmitte von Banzenweiler. 49° 11′ 59,6″ N, 10° 19′ 3,4″ O                      |           |
|      | 18     | 2 Eichen       | Larrieden    | 230 m südöstlich der Kirche Larrieden am Pumpenhaus. 49° 8′ 2,4″ N, 10° 17′ 6″ O                       |           |
|      | 19     | 3 Eichen       | Larrieden    | 1400 m WNW der Kirche Larrieden auf einer Hutung östlich der Autobahn. 49° 8′ 14,3″ N, 10° 15′ 46,1″ O |           |
|      | 20     | Friedhofslinde | Larrieden    | vor dem Friedhof. 49° 7′ 55,4″ N, 10° 17′ 6,7″ O                                                       |           |

### Flachslanden
In Flachslanden waren diese Naturdenkmäler verzeichnet.
| Bild | Nummer | Bezeichnung | Ortsteil   | Lage                                                                                                  | Bemerkung |
| ---- | ------ | ----------- | ---------- | --- | --------- |
|      | 21     | Speierling  | Sondernohe | 200 m NO Kirche Sondernohe im „Frauenzagel“ hinter der „Mönchsplatte“. 49° 26′ 28″ N, 10° 31′ 36,8″ O |           |

### Gerolfingen
In Gerolfingen waren diese Naturdenkmäler verzeichnet.
| Bild | Nummer | Bezeichnung | Ortsteil   | Lage | Bemerkung |
| ---- | ------ | ----------- | ---------- | --- | --------- |
|      | 22     | Baumweide   | Aufkirchen | 1700 m SO Kirche Aufkirchen an einem Wirtschaftsweg nördlich des Römerkastells. 49° 2′ 22,9″ N, 10° 31′ 6,2″ O |           |

### Heilsbronn
In Heilsbronn waren diese Naturdenkmäler verzeichnet.
| Bild | Nummer | Bezeichnung                       | Ortsteil   | Lage                                                                                      | Bemerkung |
| ---- | ------ | --------------------------------- | ---------- | ----------------------------------------------------------------------------------------- | --------- |
|      | 23     | Friedenseiche                     | Bürglein   | vor dem Gasthaus. 49° 22′ 27,9″ N, 10° 47′ 26,6″ O                                        |           |
|      | 24     | Eiche am Münsterplatz             | Heilsbronn | nördlich des Münsters. 49° 20′ 16,8″ N, 10° 47′ 31,6″ O                                   |           |
|      | 4      | Anschnitt des Coburger Sandsteins | Seitendorf | 450 m NNW Ortsmitte an der Straße Seitendorf–Göddeldorf. 49° 19′ 50,9″ N, 10° 50′ 57,8″ O |           |

### Herrieden
In Herrieden waren diese Naturdenkmäler verzeichnet.
| Bild | Nummer | Bezeichnung | Ortsteil | Lage                                                                                         | Bemerkung |
| ---- | ------ | ----------- | -------- | -------------------------------------------------------------------------------------------- | --------- |
|      | 25     | Eiche       | Stadel   | 850 m östlich der Ortsmitte an der Straße Stadel–Stegbruck. 49° 13′ 42,5″ N, 10° 27′ 18,5″ O |           |

### Insingen
In Insingen waren diese Naturdenkmäler verzeichnet.
| Bild | Nummer | Bezeichnung         | Ortsteil | Lage                                                                                                | Bemerkung |
| ---- | ------ | ------------------- | -------- | --------------------------------------------------------------------------------------------------- | --------- |
|      | 26     | 21 Kopfweiden       | Insingen | 450 m südwestlich der Kirche Insingen am Feldweg zum „Krabbahölzle“. 49° 18′ 3,6″ N, 10° 9′ 28,8″ O |           |
|      | 27     | Friedhofslinde      | Insingen | im Friedhof Insingen. 49° 18′ 11,2″ N, 10° 9′ 42,5″ O                                               |           |
|      | 28     | Kiefer am Vögelbuck | Insingen | 1100 m SSO Insingen am Vögelbuck oberhalb des Sportplatzes. 49° 17′ 38″ N, 10° 10′ 8,8″ O           |           |

### Langfurth
In Langfurth waren diese Naturdenkmäler verzeichnet.
| Bild | Nummer | Bezeichnung                                     | Ortsteil      | Lage                                                          | Bemerkung |
| ---- | ------ | ----------------------------------------------- | ------------- | ------------------------------------------------------------- | --------- |
|      | 29     | Kastanie                                        | Dorfkemmathen | im Friedhof Dorfkemmathen. 49° 5′ 1,3″ N, 10° 26′ 36,5″ O     |           |
|      | 3b     | Bachschlucht im Wald bei Schlierberg (Westteil) | Schlierberg   | 450 m SSO Ortsmitte Schlierberg. 49° 6′ 49″ N, 10° 29′ 1,3″ O |           |

### Lehrberg
In Lehrberg waren diese Naturdenkmäler verzeichnet.
| Bild                          | Nummer | Bezeichnung                     | Ortsteil         | Lage                                                                                       | Bemerkung |
| ----------------------------- | ------ | ------------------------------- | ---------------- | ------------------------------------------------------------------------------------------ | --------- |
| weitere Bilder                | 30     | Kreuzeiche                      | Hürbel am Rangen | 300 m südwestlich Hürbel am Rangen am Weg nach Steinersdorf. 49° 19′ 48″ N, 10° 29′ 0,2″ O |           |
|                               | 31     | Hainbuche                       | Pulvermühle      | an der Pulvermühle im Pulverbachtal. 49° 20′ 28,7″ N, 10° 31′ 26,8″ O                      |           |
| Eiche am Dutzendklingengraben | 5      | Charlottenquelle mit Stieleiche | Lehrberg         | 800 m östlich Ziegelhütte am Südhang des Kimmelberges. 49° 21′ 20,5″ N, 10° 30′ 55,8″ O    |           |
|                               | 6      | Quelle im Höllgraben            | Pulvermühle      | 470 m NNO Pulvermühle am Rand des Höllgrabens. 49° 20′ 44,5″ N, 10° 31′ 32,5″ O            |           |

### Leutershausen
In Leutershausen waren diese Naturdenkmäler verzeichnet.
| Bild | Nummer | Bezeichnung           | Ortsteil     | Lage | Bemerkung |
| ---- | ------ | --------------------- | ------------ | --- | --------- |
|      | 32     | Linde                 | Sachsen      | 350 m SW bis SSW Altmühlbrücke westlich der Straße Leutershausen–Sachsen. 49° 17′ 13,2″ N, 10° 23′ 45,2″ O |           |
|      | 33     | Eiche                 | Wiedersbach  | an der Hauptstraße 21 in Wiedersbach. 49° 17′ 49,6″ N, 10° 26′ 8,5″ O                                      |           |
|      | 7      | Eiche und Quellgebiet | Oberramstadt | 600 m östlich Oberramstadt nördlich der Straße Hinterholz–Oberramstadt. 49° 19′ 46,2″ N, 10° 26′ 50,6″ O   |           |

### Lichtenau
In Lichtenau waren diese Naturdenkmäler verzeichnet.
| Bild | Nummer | Bezeichnung    | Ortsteil      | Lage                                                                                 | Bemerkung |
| ---- | ------ | -------------- | ------------- | ------------------------------------------------------------------------------------ | --------- |
|      | 34     | Stieleiche     | Lichtenau     | in Lichtenau an der Straße nach Unterrottmannsdorf. 49° 16′ 28,6″ N, 10° 40′ 54,5″ O |           |
|      | 35     | 2 Winterlinden | Lichtenau     | vor dem Friedhofseingang. 49° 16′ 30,7″ N, 10° 41′ 4,6″ O                            |           |
|      | 36     | Friedenseiche  | Lichtenau     | am Kriegerdenkmal in Lichtenau. 49° 16′ 50,2″ N, 10° 41′ 7,1″ O                      |           |
|      | 37     | Kugeleiche     | Schlauersbach | 850 m W Schlauersbach nördlich der St 2223. 49° 16′ 26″ N, 10° 44′ 29,8″ O           |           |

### Merkendorf
In Merkendorf waren diese Naturdenkmäler verzeichnet.
| Bild | Nummer | Bezeichnung   | Ortsteil   | Lage                                                                  | Bemerkung |
| ---- | ------ | ------------- | ---------- | --------------------------------------------------------------------- | --------- |
|      | 38     | Friedenseiche | Merkendorf | am alten Sportplatz in der Vorstadt. 49° 11′ 56,8″ N, 10° 41′ 58,9″ O |           |

### Neuendettelsau
In Neuendettelsau waren diese Naturdenkmäler verzeichnet.
| Bild           | Nummer | Bezeichnung | Ortsteil    | Lage                                                                                        | Bemerkung |
| -------------- | ------ | ----------- | ----------- | ------------------------------------------------------------------------------------------- | --------- |
| weitere Bilder | 39     | 3 Feldulmen | Geichsenhof | westlich von Geichsenhof an Straßenkurve nach Geichsenmühle. 49° 18′ 11,2″ N, 10° 47′ 42″ O |           |

### Petersaurach
In Petersaurach waren diese Naturdenkmäler verzeichnet.
| Bild                          | Nummer | Bezeichnung      | Ortsteil    | Lage                                                                                              | Bemerkung |
| ----------------------------- | ------ | ---------------- | ----------- | ------------------------------------------------------------------------------------------------- | --------- |
|                               | 40     | 2 Rotbuchen      | Gleizendorf | vor der Kirche in Gleizendorf. 49° 19′ 33,6″ N, 10° 42′ 43,2″ O                                   |           |
| Eichensiebenling in Langenloh | 41     | Eichensiebenling | Langenloh   | am Ortsausgang Langenloh links der Straße Lichtenau–Petersaurach. 49° 18′ 6,5″ N, 10° 42′ 47,2″ O |           |

### Röckingen
In Röckingen waren diese Naturdenkmäler verzeichnet.
| Bild | Nummer | Bezeichnung | Ortsteil  | Lage                                                                  | Bemerkung |
| ---- | ------ | ----------- | --------- | --------------------------------------------------------------------- | --------- |
|      | 42     | Eiche       | Opfenried | am Ortsausgang zur Staatsstraße 2218. 49° 2′ 49,9″ N, 10° 34′ 12,4″ O |           |

### Rothenburg ob der Tauber
In Rothenburg ob der Tauber waren diese Naturdenkmäler verzeichnet.
| Bild | Nummer | Bezeichnung                                  | Ortsteil    | Lage                                                                                                  | Bemerkung |
| ---- | ------ | -------------------------------------------- | ----------- | --- | --------- |
|      | 43     | Linde im Hof Gut Burgstall                   | Burgstall   | im Hof Gut Burgstall. 49° 21′ 11,2″ N, 10° 8′ 38″ O                                                   |           |
|      | 44     | Linde                                        | Detwang     | am Gasthaus in Detwang. 49° 23′ 12,1″ N, 10° 10′ 4,1″ O                                               |           |
|      | 45     | Linde                                        | Fuchsmühle  | an der Fuchsmühle. 49° 22′ 36,8″ N, 10° 10′ 7,7″ O                                                    |           |
|      | 46     | Linde                                        | Langenmühle | an der Langenmühle. 49° 23′ 29,8″ N, 10° 9′ 56,2″ O                                                   |           |
|      | 47     | 2 Fichten am Wasserfall im Vorbachtal        | Vorbach     | 300 m südöstlich Dürrenhof. 49° 22′ 45,1″ N, 10° 9′ 28,1″ O                                           |           |
|      | 48     | Birnbaum                                     | Ziegelhütte | 200 m nördlich Ziegelhütte. 49° 22′ 34,3″ N, 10° 9′ 0,7″ O                                            |           |
|      | 8      | Kopfweidengruppe an der Reutsachsener Steige | Detwang     | 700 m westlich Delwang östlich der Staatsstraße 1020 nach Reutsachsen. 49° 23′ 9,2″ N, 10° 9′ 23,4″ O |           |

### Steinsfeld
In Steinsfeld waren diese Naturdenkmäler verzeichnet.
| Bild | Nummer | Bezeichnung | Ortsteil      | Lage                                                             | Bemerkung |
| ---- | ------ | ----------- | ------------- | ---------------------------------------------------------------- | --------- |
|      | 49     | Linde       | Bettwar       | am Hof der Ölmühle in Bettwar. 49° 24′ 55,8″ N, 10° 9′ 5,4″ O    |           |
|      | 50     | Linde       | Bettwar       | Dorfplatz. 49° 24′ 59,8″ N, 10° 9′ 5,8″ O                        |           |
|      | 51     | Ulme        | Ellwingshofen | am Haus Nr. 6 in Ellwingshofen. 49° 25′ 49,1″ N, 10° 12′ 19,1″ O |           |

### Unterschwaningen
In Unterschwaningen waren diese Naturdenkmäler verzeichnet.
| Bild | Nummer | Bezeichnung | Ortsteil         | Lage                                                              | Bemerkung |
| ---- | ------ | ----------- | ---------------- | ----------------------------------------------------------------- | --------- |
|      | 52     | Linde       | Unterschwaningen | 950 m SO Kirche Unterschwaningen. 49° 4′ 36,6″ N, 10° 37′ 50,2″ O |           |

### Weihenzell
In Weihenzell waren diese Naturdenkmäler verzeichnet.
| Bild           | Nummer | Bezeichnung | Ortsteil   | Lage                                                                   | Bemerkung |
| -------------- | ------ | ----------- | ---------- | ---------------------------------------------------------------------- | --------- |
| weitere Bilder | 53     | Eiche       | Petersdorf | im Anwesen Haus-Nr. 22 in Petersdorf. 49° 21′ 32,4″ N, 10° 39′ 16,9″ O |           |

### Weiltingen
In Weiltingen waren diese Naturdenkmäler verzeichnet.
| Bild | Nummer | Bezeichnung                            | Ortsteil   | Lage                                                                | Bemerkung |
| ---- | ------ | -------------------------------------- | ---------- | ------------------------------------------------------------------- | --------- |
|      | 9      | Arietensandsteinbruch Weiltinger Forst | Weiltingen | 2900 m südwestlich Kirche Weiltingen. 49° 1′ 17″ N, 10° 25′ 10,6″ O |           |

### Wettringen
In Wettringen waren diese Naturdenkmäler verzeichnet.
| Bild | Nummer | Bezeichnung                        | Ortsteil     | Lage                                                                                   | Bemerkung |
| ---- | ------ | ---------------------------------- | ------------ | -------------------------------------------------------------------------------------- | --------- |
|      | 54     | Feldahorn im Burggraben            | Obergailnau  | im Burggraben des Bodendenkmals Burgberg Obergailnau. 49° 15′ 41,4″ N, 10° 11′ 27,6″ O |           |
|      | 55     | Lärche am Burgberg                 | Obergailnau  | an der Nordostseite des Burgbergs. 49° 15′ 42,5″ N, 10° 11′ 29,8″ O                    |           |
|      | 56     | Fichte                             | Untergailnau | 420 m ONO Kirche Untergailnau. 49° 16′ 10,6″ N, 10° 11′ 38″ O                          |           |
|      | 57     | Hutföhre am ehemaligen Schießplatz | Wettringen   | 1100 m NNW Kirche Wettringen. 49° 15′ 59,4″ N, 10° 9′ 0,4″ O                           |           |
|      | 58     | Linden am Friedhof                 | Wettringen   | Ortsmitte, am Eingang zum Friedhof. 49° 15′ 29″ N, 10° 9′ 25,7″ O                      |           |
|      | 10     | Erdrutsch am Gailnauer Berg        | Obergailnau  | ca. 200 m südwestlich Burgberg. 49° 15′ 45,4″ N, 10° 11′ 12,8″ O                       |           |

### Wilburgstetten
In Wilburgstetten waren diese Naturdenkmäler verzeichnet.
| Bild | Nummer | Bezeichnung                           | Ortsteil       | Lage                                                                                           | Bemerkung |
| ---- | ------ | ------------------------------------- | -------------- | ---------------------------------------------------------------------------------------------- | --------- |
|      | 11     | Sandgrube am Osthang des Aidelsberges | Rühlingstetten | an der Einmündung der St 1076 von Rühlingstetten in die B 25. 48° 59′ 28,3″ N, 10° 25′ 11,3″ O |           |
|      | 12     | Silbergrasflur                        | Wilburgstetten | 1500 m WNW der Ortsmitte zwischen B 25 und Wörnitz. 49° 2′ 2,4″ N, 10° 22′ 23,9″ O             |           |

### Windsbach
In Windsbach waren diese Naturdenkmäler verzeichnet.
| Bild | Nummer | Bezeichnung          | Ortsteil    | Lage | Bemerkung |
| ---- | ------ | -------------------- | ----------- | --- | --------- |
|      | 59     | Anstaltslinde        | Windsbach   | Grünfläche zwischen Hauptstraße und Rother Straße. 49° 14′ 56″ N, 10° 49′ 51,6″ O                         |           |
|      | 60     | Linde                | Winkelhaid  | Ortsausgang nach Mitteleschenbach beim Milchhaus. 49° 12′ 42,1″ N, 10° 50′ 0,2″ O                         |           |
|      | 13     | Quelle im Bambachtal | Ismannsdorf | 400 m westlich Forellenweiher am Waldrand, 450 m N bis NNO Bölleinsmühle. 49° 14′ 7,4″ N, 10° 45′ 41,8″ O |           |

### Wittelshofen
In Wittelshofen waren diese Naturdenkmäler verzeichnet.
| Bild | Nummer | Bezeichnung              | Ortsteil       | Lage                                                                                               | Bemerkung |
| ---- | ------ | ------------------------ | -------------- | -------------------------------------------------------------------------------------------------- | --------- |
|      | 61     | Linde                    | Obermichelbach | vor dem Friedhofseingang. 49° 3′ 27″ N, 10° 26′ 32,6″ O                                            |           |
|      | 62     | Eiche                    | Wittelshofen   | in einer Hecke am Wirtschaftsweg, oberhalb der Kiesgrube. 49° 4′ 2,3″ N, 10° 29′ 46″ O             |           |
|      | 14     | Steinbruch im Lias-Alpha | Illenschwang   | 600 m SSO Kirche Illenschwang an der Straße nach Weiltingen. 49° 3′ 4″ N, 10° 25′ 10,2″ O          |           |
|      | 15     | Posidonienschieferbruch  | Wittelshofen   | 1 km NO Wittelshofen am Beginn des geologischen Lehrpfads Hesselberg. 49° 4′ 3,4″ N, 10° 29′ 37″ O |           |

### Wolframs-Eschenbach
In Wolframs-Eschenbach waren diese Naturdenkmäler verzeichnet.
| Bild | Nummer | Bezeichnung             | Ortsteil            | Lage                                                                 | Bemerkung |
| ---- | ------ | ----------------------- | ------------------- | -------------------------------------------------------------------- | --------- |
|      | 63     | Winterlinde am Mühlbuck | Wolframs-Eschenbach | Am Mühlbuck am nördlichen Ortsrand. 49° 13′ 35,4″ N, 10° 43′ 50,2″ O |           |